# Ахмед Масбахі
Ахмед Масбахі (араб. أحمد مصباحي; нар. 17 січня 1966, Мекнес) — марокканський футболіст, що грав на позиції захисника. Протягом усієї кар'єри грав за клуб «Кавкаб». У 1989 році дебютував у складі національної збірної Марокко. У складі збірної був учасником чемпіонату світу 1994 року у США, після якого завершив виступи у збірній. Загалом протягом кар'єри в національній команді провів у її формі 14 матчів, у яких забитими м'ячами не відзначився.